# Governatoratspalast
Der Governatoratspalast (ital.: Palazzo del Governatorato), früher auch Gouverneurspalast (ital.: Palazzo del Governatore), ist ein Gebäude auf dem Territorium der Vatikanstadt, das am Vatikanischen Hügel direkt hinter der Apsis des Petersdoms liegt. Er ist Sitz des Governatorats der Vatikanstadt sowie der Päpstlichen Kommission für den Staat der Vatikanstadt. Daneben haben auch u. a. die Generaldirektion der technischen Dienste und die Verwaltung der Vatikanischen Post dort Büros.
Der Governatoratspalast war zunächst als Sitz eines Franziskanerseminars gedacht und wurde von Giuseppe Momo geplant. Noch vor seiner Vollendung im Jahr 1931 wurde der Palast mit Errichtung des Staates der Vatikanstadt durch die Lateranverträge vom 11. Februar 1929 zum Sitz des Governatorats.